# Ніко Галешич
Ніко Галешич (хорв. Niko Galešić, нар. 26 березня 2001, Берлін, Німеччина) — хорватський футболіст, захисник клубу «Динамо» (Загреб).

## Ігрова кар'єра

### Клубна
Ніко Галешич народився у Берліні і займатися футболом починав у школі місцевого клубу «Герта». У 2019 році він повернувся до Хорватії, де приєднався до «Рієки». І 25 липня 2020 року дебютував у першій команді в чемпіонаті Хорватії. У тому ж році разом з клубом виграв Кубок Хорватії.
У січні 2022 року до кінця сезону Галешич відбув в оренду до клубу «Хрватскі Драговоляц». Влітку 2022 року після закінчення оренди футболіст повернувся до «Рієки».

### Збірна
У складі молодіжної збірної Хорватії Ніко Галешич брав участь у молодіжному чемпіонаті Європи у 2023 році.

## Титули
Рієка
 Переможець Кубка Хорватії: 2019/20